# Dieter Oesterlen

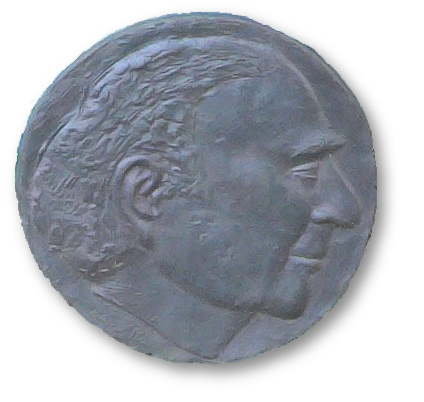
Porträtrelief auf der Grabplatte

Dieter Oesterlen (* 5. April 1911 in Heidenheim an der Brenz; † 6. April 1994 in Hannover) war ein deutscher Architekt und Hochschullehrer.

## Leben

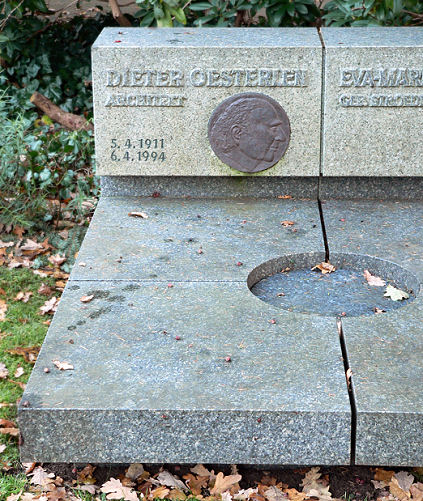
Grabstätte auf dem Stadtfriedhof Engesohde

Dieter Oesterlen wurde im Schwäbischen als Sohn des Ingenieurs Fritz Oesterlen geboren. Sein Vater wurde 1917 Professor für Wasserturbinentechnik an der Technischen Hochschule Hannover und später deren Rektor. Dieter Oesterlen wuchs in Hannover auf, wo er 1930 sein Abitur am Goethegymnasium machte. Anschließend studierte er bis 1936 Architektur in Stuttgart bei Paul Schmitthenner und in  Berlin bei Heinrich Tessenow und Hans Poelzig. Nach einer Ausbildung zum Regierungsbaumeister bis 1938 war er von 1939 bis 1945 in Berlin im Büro von Frank Beyer beschäftigt, wo er am Bau von Arbeitersiedlungen für kriegswichtige Betriebe beteiligt war. Er beantragte am 8. Januar 1940 die Aufnahme in die NSDAP und wurde zum 1. Februar desselben Jahres aufgenommen (Mitgliedsnummer 7.465.848), er wurde auch Mitglied der Reichskammer der Bildenden Künste.
1945 kehrte er nach Hannover zurück und erhielt 1946 dort den ersten Auftrag: die Ruine der hannoverschen Marktkirche erst zu sichern und dann wiederaufzubauen. Sein erster Neubau war das Café Kröpcke im Zentrum Hannovers. Damit begann Oesterlens Karriere, die ein sehr breites Spektrum von Bauten umfasste, vor allem während der 1950er bis 1980er Jahre. Dieter Oesterlen gehörte „zu den einflussreichsten und meist beschäftigten Architekten nach 1945 in Hannover“. Er war verantwortlich für den Wiederaufbau sowie die Neukonzeption zahlreicher Bauwerke in der niedersächsischen Landeshauptstadt nach dem Zweiten Weltkrieg. Er war mit Hannovers Stadtbaurat Rudolf Hillebrecht befreundet. Erst als Achtzigjähriger beendete Dieter Osterlen seinen letzten Auftrag, die Neue Wasserkunst in Hannover. Zunächst von 1952 bis 1953 als Honorarprofessor, danach von 1953 bis 1976 als ordentlicher Professor, lehrte er außerdem Gebäudelehre und Entwerfen an der Technischen Hochschule Braunschweig. Mit seinen dortigen Kollegen Friedrich Wilhelm Kraemer und Walter Henn prägte er die sogenannte „Braunschweiger Schule“ und damit ein wegweisendes Verständnis von Architektur der frühen Bundesrepublik.
Er erhielt zahlreiche Preise, darunter den Fritz-Schumacher-Preis für Architektur 1979 und die Heinrich-Tessenow-Medaille 1980 sowie den Niedersachsenpreis für Kultur 1981. Seit 1966 war Oesterlen Mitglied der Akademie der Künste Berlin.
Zwei Werke Dieter Oesterlens in Hannover waren für den Abriss vorgesehen. Da das Geld für den Erhalt von Baudenkmälern fehlte, fiel die Entscheidung, sowohl den Plenarsaal des Niedersächsischen Landtags als auch das IBM-Gebäude in der Hamburger Allee durch Neubauten zu ersetzen. Das Verwaltungsgebäude des Computerkonzerns wurde 1969 von Oesterlen fertiggestellt, und bereits an der Fassade ließ sich eindrucksvoll die Baukunst der Nachkriegszeit ablesen. Im Jahr 2011 kam dann für das seit sechs Jahren leerstehende Gebäude das Aus.
Der komplette Abriss des Plenarsaals wurde jedoch nicht durchgeführt, nachdem eine genauere Betrachtung erhebliche Mehrkosten beim Neubau gegenüber Sanierung und Umbau ergaben. Am 27. Oktober 2017 wurde schließlich der neue Plenarsaal und das Foyer des niedersächsischen Landtags eröffnet. Die nachkriegsmodernen Außenwände des Landtagsarchitekten Dieter Oesterlen integrierte das Stuttgarter Büro Blocher Partners in die Neugestaltung.
Dieter Oesterlens Grab befindet sich auf dem Stadtfriedhof Engesohde (Abteilung 1) in Hannover. Nach ihm ist ein Weg im Stadtteil Kirchrode benannt.
Oesterlen war in erster Ehe mit der Architektin Eva Freise verheiratet und hatte mit ihr drei Kinder. In zweiter Ehe war er mit Eva-Maria Stroedel (1920–2011) verheiratet, die einen Sohn mit in die Ehe brachte. Seine Witwe setzte sich nach seinem Tod engagiert für den Erhalt seines Werkes ein.
Zu Ehren von Oesterlen fand zu seinem 100. Geburtstag eine Gedenkfeier an der TU Braunschweig statt.

## Bauten (Auswahl)
(größtenteils nach: Dieter Oesterlen: Bauten und Texte 1946–1991. Tübingen 1992.)

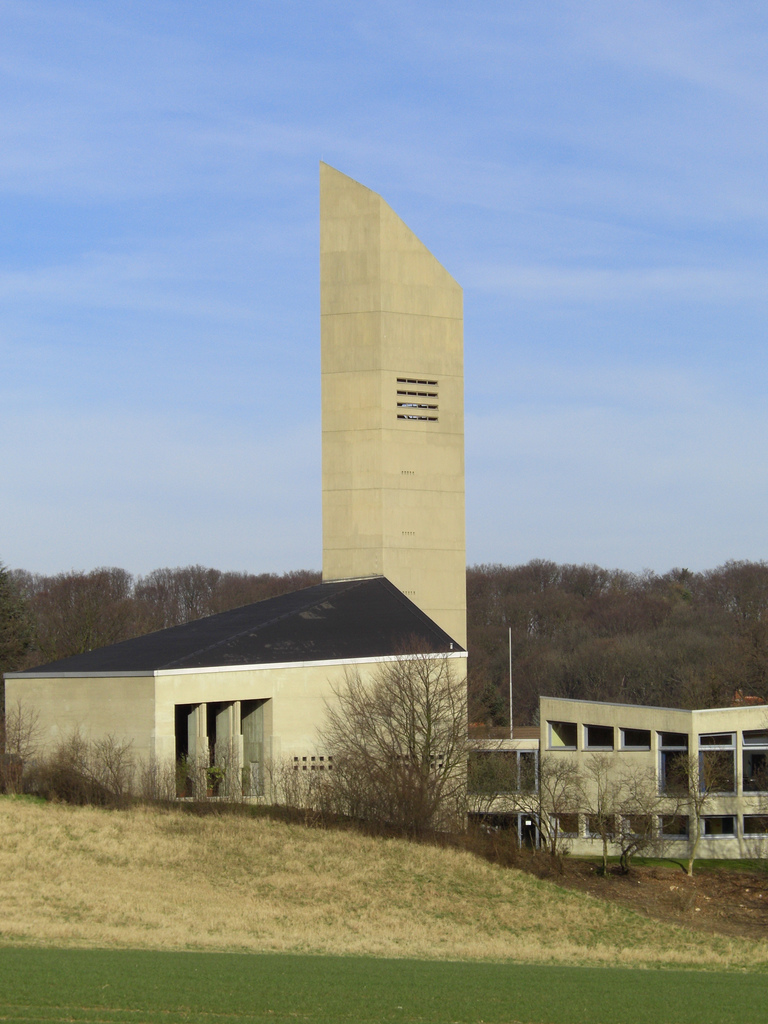
Zwölf-Apostel-Kirche in Hildesheim

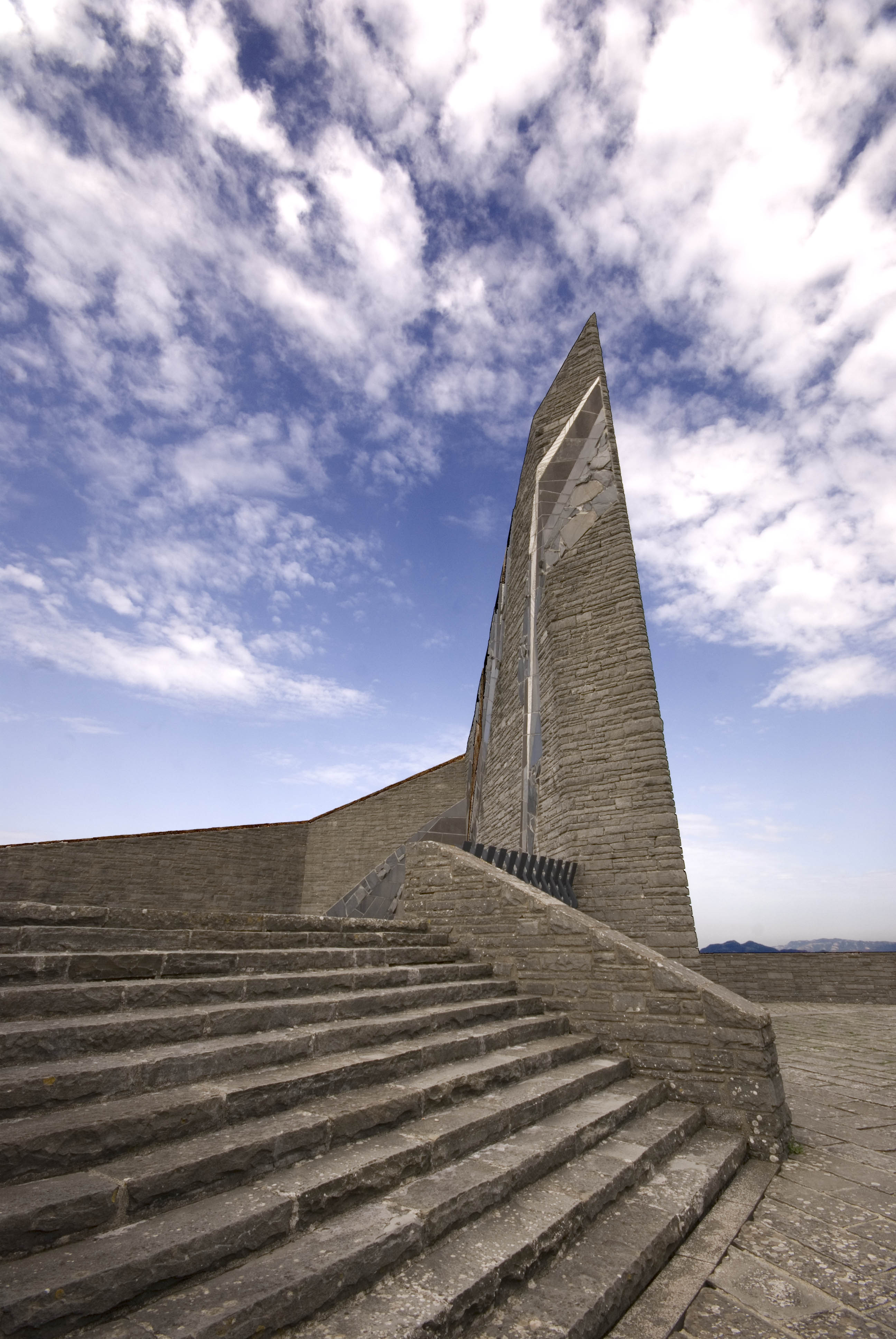
Deutscher Soldatenfriedhof Futapass

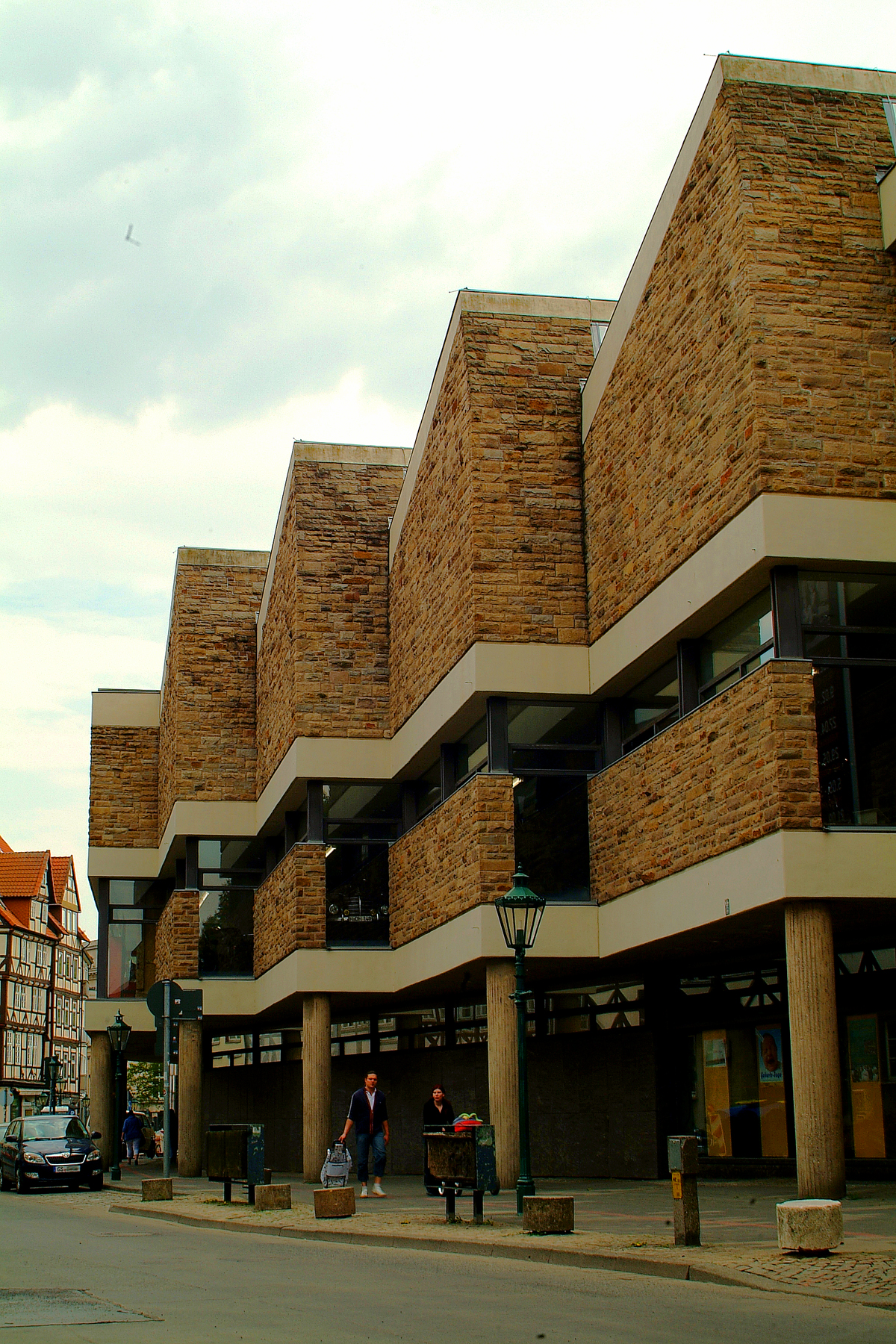
Historisches Museum Hannover, Straßenfront an der Burgstraße

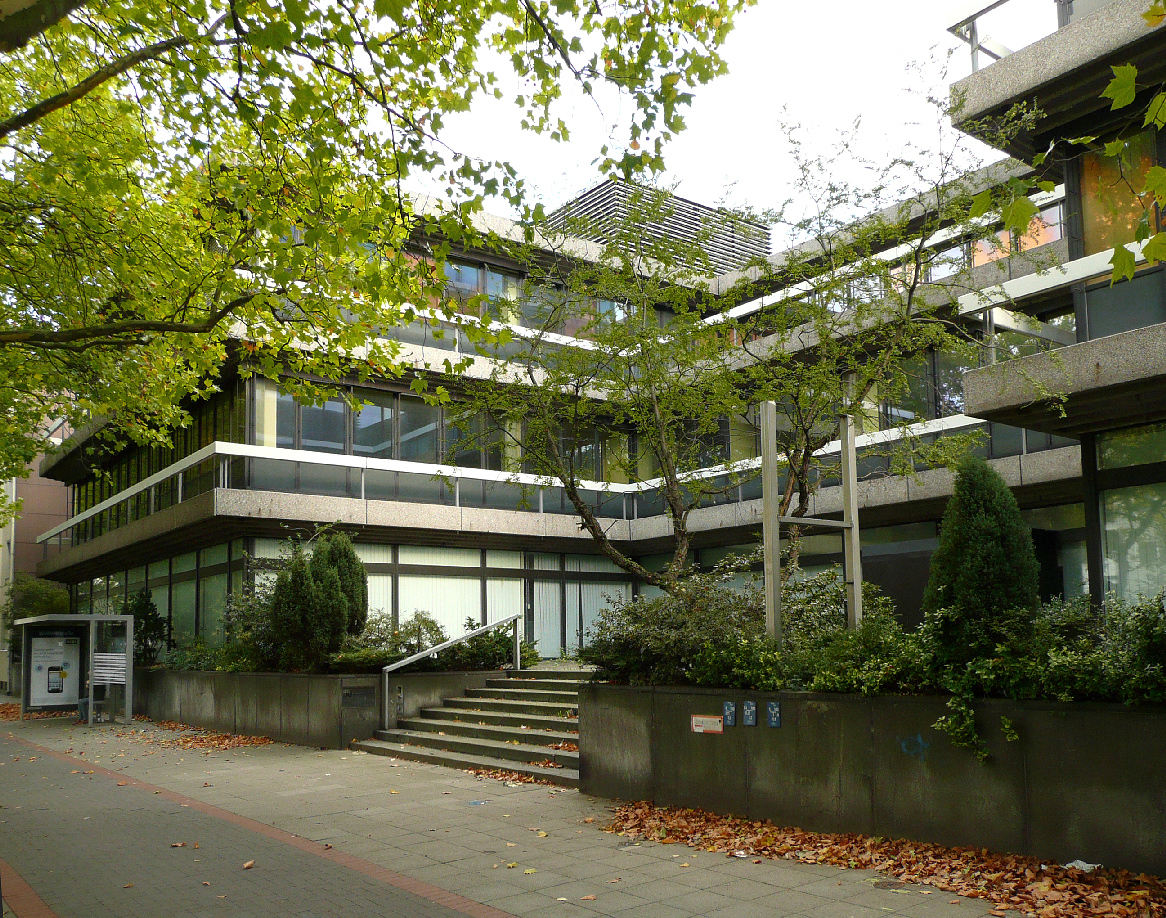
IBM-Haus in Hannover, Hamburger Allee (nicht erhalten)

### Wiederaufbau von Bauwerken
- 1946–1952: Marktkirche Hannover
- 1951: Börse Hannover
- 1957–1962: Umbau des Leineschlosses in Hannover zum Sitz des Niedersächsischen Landtags[12]
- 1984–1985: Opernhaus Hannover

### Kirchenbauten
- 1955–1957: Kirche St. Martin in Hannover-Linden-Mitte[13]
- 1957–1959: Kirchenschiff der Christuskirche in Bochum (mit Heinrich Schmiedeknecht)[14]
- 1958–1965: Umbau und Restaurierung der Liebfrauenkirche in Bremen
- 1960: Stephanuskirche in Herne-Holsterhausen[15]
- 1962–1966: Jesus-Christus-Kirche in der Sennestadt
- 1963–1965: Versöhnungskirche in Duisburg-Großenbaum
- 1964–1966: Stadtkirche in Jever
- 1964–1967: Zwölf-Apostel-Kirche Hildesheim
- 1976–1978: Gemeindezentrum „Die Arche“ in Laatzen
- 1987: Matthäus-Kirche in Hildesheim[16]

### Friedhofsbauten
- 1962–1967: Deutscher Soldatenfriedhof Futapass (ital. Cimitero militare germanico della Futa) in Italien (in Zusammenarbeit mit den Gartenarchitekten Walter Rossow und Ernst Cramer, sowie dem Bildhauer Helmut Lander)

Das eindrucksvolle Werk, zuweilen als Landschaftskunst beschrieben, gilt in Fachkreisen als eines der bemerkenswertesten Beispiele moderner Landschaftsarchitektur.
- 1968: Deutscher Soldatenfriedhof in Tunis

### Saalbauten, Versammlungsstätten, Kinos
- 1948: Café Kröpcke in Hannover (1976 durch heutigen Bau ersetzt)
- 1951–1953: Filmstudio am Thielenplatz in Hannover
- 1962–1966: Congresshalle in Saarbrücken
- 1978–1979: Casino am Maschsee in Hannover
- 1987–1990: Badner Halle in Rastatt

### Museumsbauten
- 1956–1957: Studio des Kunstkreises in Hameln[18]
- 1964–1967: Historisches Museum Hannover
- 1974–1975: Kunsthaus (Daniel-Pöppelmann-Haus) in Herford

### Schulbauten
- 1956–1958: Wilhelm-Busch-Schule in Hannover-Ricklingen
- 1957–1959: Chemie-Hörsaalgebäude der Technischen Hochschule Braunschweig
- 1960: Volksschule Arndtstraße in Bochum
- 1960–1962: Gymnasium Andreanum in Hildesheim[19]

### Verwaltungsbauten
- 1949–1955: Funkhaus des NWDR/NDR am Maschsee in Hannover (mit Friedrich Wilhelm Kraemer und Gerd Lichtenhahn)[20]

- vor 1952: Arbeitsamt Hannover[21]
- 1957–1958: Bankhaus Nicolai & Co. in Hannover
- 1967–1969: Gebäude Kastanienallee 35 in Hannover-Döhren, Sitz der Stiftung Volkswagenwerk[22][23]
- 1968–1969: IBM-Haus in Hannover, Hamburger Allee (2013/2014 abgerissen).[24]
- 1971–1973: Rathaus Greven[25]
- 1974, 1989: Verwaltungsgebäude der Concordia-Versicherung in Hannover, Karl-Wiechert-Allee
- 1972–1978: Verwaltungsgebäude der Oberpostdirektion Bremen
- 1980–1983: Deutsche Botschaft in Buenos Aires
- 1982–1984: Rathaus in Langenhagen

### Verkehrsbauten
- 1953: Autobahntankstelle „Am Blauen See“ bei Garbsen (an der A 2)[26]

### Wohnbauten und sonstige Bauaufgaben

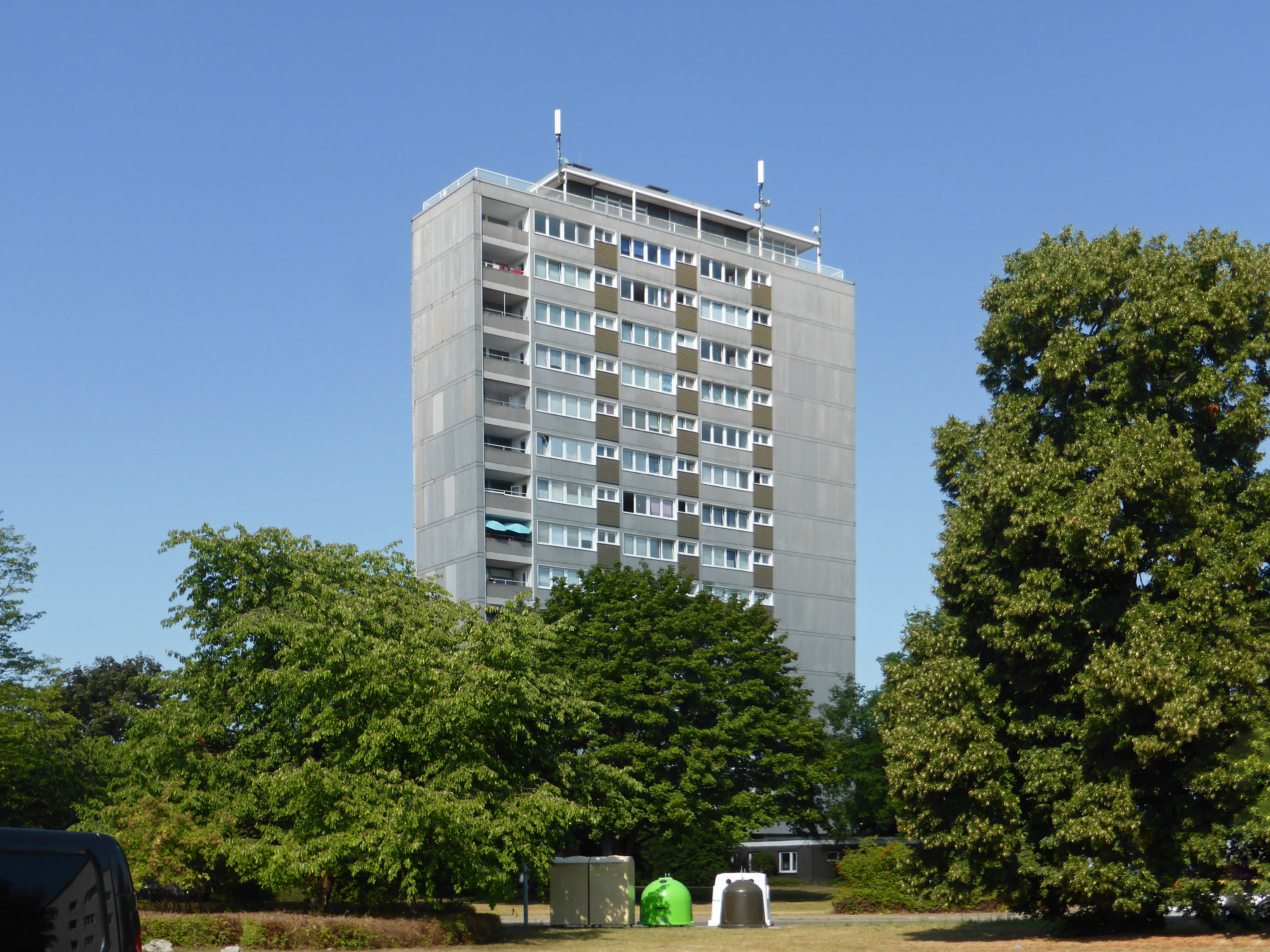
Hochhaus in Wolfsburg

- 1954: Wohnhaus mit Notariat der Familie Wöckener in Elze bei Hildesheim
- 1955–1956: Tropenhaus im Zoo Hannover
- 1958–1960: Schwesternhaus der Kinderheilanstalt in Hannover, Ellernstraße
- 1959: Wohnhaus K. in Horn (Lippe)[27]
- 1959–1960: Sommerhaus Oesterlen in Isernhagen bei Hannover
- 1959–1960: Hochhaus in Wolfsburg
- 1962: Hotel Rose am Marktplatz in Hildesheim. Mitte der 1980er Jahre für die Rekonstruktion des Knochenhaueramtshauses abgerissen.
- 1963–1964: Wohnhochhäuser in Wolfsburg-Detmerode[28][29]
- 1974–1975: Altenzentrum „Bischof Stählin“ in Oldenburg
- 1989: Brunnen am Gebäude der Concordia-Versicherungen in Hannover, Karl-Wiechert-Allee
- 1989–1991: Neue Wasserkunst am Friederikenplatz in Hannover

## Zitate
„Ich akzeptiere die in der Rede von Günter Grass zur Beurteilung der Nachkriegszeit enthaltene Tendenz der ‚Verdrängung‘, nicht aber alle damit im Zusammenhang stehenden Einzelheiten. Eine davon ist die von Grass getroffene Feststellung einer ‚Verdrängung‘, die in vieler Hinsicht gültig ist, aber nicht angewandt werden darf auf die Hinwendung von bildenden Künstlern zur abstrakten Kunst, zu der Grass anscheinend keinen Zugang hat – oder sollte es daran liegen, dass eine zu frühzeitige politische Einschätzung einer Zeiterscheinung zu diesem Fehlschluß führte?“
„Diese Hinwendung zur Ungegenständlichkeit in der bildenden Kunst war in dieser ersten Nachkriegszeit keine Verdrängung, sondern eine Befreiung von dem bisher verordneten, verschwommenen Realismus der Zeit des Nationalsozialismus.“
„Dasselbe geschah in der Architektur, in der wir über die gleiche Befreiung von der realistischen Blut- und Bodentümelei bzw. von dem staatsrepräsentierenden 34sten Aufguß eines fadenscheinigen Klassizismus glücklich waren und arbeiteten in einem – nennen wir es – abstrakten Kubismus.“
„Zeitlebens ist mir immer wieder begegnet, historische Bauten mit Neubauten zu konfrontieren. Ob es die Arbeit des Restaurierens oder der Ergänzung war, habe ich es immer als ein kräftemessendes Wechselgespräch zwischen den Zeiten und Architekten empfunden, bei dem ich hoffe, nie den Respekt gegen den vor mir tätigen Baumeister vergessen zu haben.“

## Nachlass
Der Nachlass Oesterlens befindet sich im Archiv der Akademie der Künste (Berlin).

## Medienberichte
- Anne Schmedding: Architekten Leben / Dieter Oesterlen und seine Arbeiten zwischen Tradition und Moderne / Die Balkonfassade des Hotels am Thielenplatz, die deutsche Botschaft in Buenos Aires oder der Wiederaufbau der Marktkirche: Dieter Oesterlen hat mehr entworfen als den Landtag. Kunsthistorikerin Anne Schmedding über den Architekten. In: Hannoversche Allgemeine Zeitung vom 3. April 2010; online zuletzt abgerufen am 3. Juli 2014